# Sabine Würich
Sabine Würich (* 1962 in Bogotá, Kolumbien) ist eine deutsche Fotografin und lebt in Berlin.

## Werdegang
Würich beschäftigte sich zunächst mit Theaterphotographie, studierte dann Photo-Design an der FH Dortmund (1991–1994) und betätigte sich seither als künstlerische Fotografin.
In ihrem aktuellen Buch- und Ausstellungsprojekt „Operation Heimkehr“ stellte sich die Fotokünstlerin 2010 nach einer Auseinandersetzung mit Bildern gesichtsversehrter Soldaten aus dem Zweiten Weltkrieg ("Kriegslandschaften") die Frage, wie es Bundeswehrsoldaten nach ihren Auslandseinsätzen ergeht, und wie die deutsche Gesellschaft mit den heutigen Heimkehrern umgeht. Die deutsche Politik rang zu dieser Zeit darum, den Afghanistan-Einsatz als „Krieg“ zu bezeichnen. Zudem wurde in der Öffentlichkeit debattiert, ob den Soldaten zu wenig Aufmerksamkeit entgegengebracht wird. Sabine Würich entschloss sich, Soldaten zu porträtieren. 
Für die Interviews und Texte gewann sie die Journalistin Ulrike Scheffer, die für den Berliner Tagesspiegel mit der Bundeswehr in Afghanistan und im Kosovo unterwegs war und sich in ihren Artikeln auch mit der Frage beschäftigt, wie die Auslandseinsätze Deutschland verändern. Denn seit dem Afghanistan-Einsatz hat Deutschland wieder Gefallene und Bürger, die sich als Veteranen verstehen. Die Deutschen müssen sich außerdem damit auseinandersetzen, dass es Männer und Frauen unter ihnen gibt, die durch Gewalterfahrungen in demokratisch legitimierten Militäreinsätzen schwer traumatisiert sind.  
In „Operation Heimkehr“ berichten Bundeswehrsoldaten aus insgesamt 17 Einsätzen, wie die Zeit in den Krisengebieten sie geprägt hat.
Ein weiterer Schwerpunkt Würichs Arbeit liegt in der Auseinandersetzung mit der Geschichte des Nationalsozialismus im Raum Köln und den Lebensschicksalen der dorthin verschleppten Zwangsarbeiter. Ein anderes, über zwanzig Jahre verfolgtes Projekt ist die Dokumentation der baulichen Umgestaltung Ostdeutschlands als Abbild gesellschaftlicher Prozesse.

## Ausstellungen (Auszug aus den letzten 10 Jahren)
- Operation Heimkehr, Deutscher Bundestag, Berlin 2014
- kriegslandschaften, Anti-Kriegs-Museum, Berlin 2011/12
- Der ferne Osten III, Schoeler-Schlößchen, Berlin 2011
- Personal views, Teilnahme am interdisziplinären Web-Projekt 2010
- Amnésia II, Museé de L'Hospice-Comtesse (Palais des Beuax Arts de Lille) 2010
- Der ferne Osten I, Bildprojektionen und Texte, Maxim-Gorki-Theater, Berlin 2009
- Galerie argus fotokunst, Berlin 2009
- Amnesia, NS-Dokumentationszentrum der Stadt Köln 2009
- Das Schiff fuhr langsam durch die Nacht, wie ein schlüssiger Gedanke durch das Unbewußte, Galerie Rachel Haferkamp, Köln 2007
- Das Gedächtnis der Orte III, St. Theodor, Köln 2006*
- Das Gedächtnis der Orte II, XX. Weltjugendtag 2005
- Das Gedächtnis der Orte I, NS-Dokumentationszentrum der Stadt Köln, Köln 2004

## Sammlungen
- Museum Ludwig, Köln

## Publikationen
- Operation Heimkehr, Bundeswehrsoldaten über ihr Leben nach dem Auslandseinsatz, 2014 (Links Verlag) ISBN 9783861537595
- Der ferne Osten, 2009 (Kerber Verlag) ISBN 978-3866782655
- Den Dom durften wir nie betreten, Portraits ehemaliger Zwangsarbeiter, 2008 (Emons)  ISBN 9783897055780
- Das Gedächtnis der Orte, Tatorte nationalsozialistischer Verbrechen in Köln, 2004 (Emons) ISBN 3897053497